# Potentilla aucheriana
Potentilla aucheriana är en rosväxtart som beskrevs av Franz Theodor Wolf. Potentilla aucheriana ingår i Fingerörtssläktet som ingår i familjen rosväxter. Inga underarter finns listade i Catalogue of Life.